# チャールズ・プーア
チャールズ・プーア（英語: Charles Lane Poor, 1866年1月18日- 1951年9月27日）はアメリカ合衆国の天文学者。彗星の軌道の研究に業績をあげた。
ニュージャージー州のハッケンサックで生まれた。ニューヨーク市立大学を卒業し、1892年にジョンズ・ホプキンズ大学で博士号を得た。1903年から1944年までコロンビア大学で働き、天体力学の教授を務めた。1944年に名誉教授となった。1920年代にアインシュタインの相対性理論の証拠に関するいくつかの論文を発表し、相対性理論に反対する見解を発表した。
王立天文学会の会員、米国芸術科学アカデミーの準会員となった。25年間、ニューヨーク・ヨット・クラブの入会審査委員会の委員長を務め、ヨットの航法用の道具の発明もした。
後にヴァージニア州のマコーミック天文台長になるサミュエル・ミッチェルを指導した。

### 訃報
- MNRAS 112 (1952) 279
- PASP 64 (1952) 48 (one paragraph)